# Kóthay Ernő
Kóthay Ernő (Bajót, 1926. november 18. – Tata, 1982. május 26.) festőművész.

## Élete
1926. november 18-án született a Komárom-Esztergom vármegyei Bajóton. Festészetet tanult a budapesti Képzőművészeti Főiskolán, Bencze László tanítványaként. A későbbiekben pedig Baján tanult Rudnay Gyulánál.  1952-ben telepedett le Komárom megyében, Tatán. Több önálló kiállítása is volt Tatán kívül Komáromban és Nagyigmándon is. Elnyerte Komárom megye művészeti díját. A festészet mellett gobelintervezéssel is foglalkozott. 
1982. május 26-án Tatán érte a halál.
1983-ban Tatán a Kuny Domokos Múzeumban emlékkiállítást rendeztek számára.